# Ауакуоцинго (муниципалитет)
Ауакуоци́нго (исп. Ahuacuotzingo) — муниципалитет в Мексике, штат Герреро, с административным центром в одноимённом городе. Численность населения, по данным переписи 2010 года, составила 25 027 человек.

## Общие сведения
Название Ауакуоцинго с языка науатль можно перевести как: место жёлтых дубов или место низких дубов.
Площадь муниципалитета равна 871 км², что составляет 1,37 % от площади штата. Он граничит с другими муниципалитетами Герреро: на севере с Копалильо, на северо-востоке с Олиналой, на востоке с Куалаком, на юге с Атлистаком и Чилапа-де-Альваресом, и на западе с Ситлалой.

## Учреждение и состав
Муниципалитет был образован 1850 году, в его состав входят 96 населённых пунктов, самые крупные из которых:
| Код INEGI | Населённый пункт                                                      | Численность населения (2005 год) | Численность населения (2010 год) |
| 002       | Всего                                                                 | 23 026                           | 25 027                           |
| 0001      | Ауакуоцинго (исп. Ahuacuotzingo) (административный центр)             | 3169                             | 3517                             |
| 0005      | Альпуекансинго-де-лас-Монтаньяс (исп. Alpuyecancingo de las Montañas) | 1716                             | 1838                             |
| 0031      | Хокойольсинтла (исп. Xocoyolzintla)                                   | 1447                             | 1566                             |
| 0011      | Остотитлан (исп. Oxtotitlán)                                          | 1337                             | 1265                             |
| 0013      | Почутла (исп. Pochutla)                                               | 1224                             | 1201                             |
| 0021      | Теколькуаутла (исп. Tecolcuautla)                                     | 926                              | 1085                             |

## Экономическая деятельность
По статистическим данным 2000 года, работоспособное население занято по секторам экономики в следующих пропорциях: сельское хозяйство, скотоводство и рыбная ловля — 47,6 %, промышленность и строительство — 33,4 %, сфера обслуживания и туризма — 16,7 %.

## Инфраструктура
По статистическим данным 2010 года, инфраструктура развита следующим образом:
- электрификация: 91,2 %;
- водоснабжение: 73,5 %;
- водоотведение: 51,5 %.

## Туризм
Основными достопримечательностями муниципалитета являются:
- приход Святого Антонио Абадского в муниципальном центре;
- часовня Непорочного зачатия в Почутле.